# KFNB IId
| KFNB IId kkStB 308 sorozat kkStB 308.5 sorozat kkStB 227 sorozat BBÖ 308 sorozat BBÖ 308.5 sorozat BBÖ 227 sorozat ČSD 274.0 sorozat PKP Pf12 sorozat | KFNB IId kkStB 308 sorozat kkStB 308.5 sorozat kkStB 227 sorozat BBÖ 308 sorozat BBÖ 308.5 sorozat BBÖ 227 sorozat ČSD 274.0 sorozat PKP Pf12 sorozat | KFNB IId kkStB 308 sorozat kkStB 308.5 sorozat kkStB 227 sorozat BBÖ 308 sorozat BBÖ 308.5 sorozat BBÖ 227 sorozat ČSD 274.0 sorozat PKP Pf12 sorozat | KFNB IId kkStB 308 sorozat kkStB 308.5 sorozat kkStB 227 sorozat BBÖ 308 sorozat BBÖ 308.5 sorozat BBÖ 227 sorozat ČSD 274.0 sorozat PKP Pf12 sorozat | KFNB IId kkStB 308 sorozat kkStB 308.5 sorozat kkStB 227 sorozat BBÖ 308 sorozat BBÖ 308.5 sorozat BBÖ 227 sorozat ČSD 274.0 sorozat PKP Pf12 sorozat |
| --- | --- | --- | --- | --- |
| KFNB IId 226 később kkStB 308.02 | | | | |
| Technikai adatok | | | | |
| Pályaszámtartomány: | 225–236 | 237–251 | 252–269 | 270–281 |
| Pályaszám: | KFNB IId 225–281 kkStB 308.01–45, 500–511 kkStB 227.12, 36, 38 BBÖ 308.03–45 (hézagokkal) ČSD 274.001–015 PKP Pf12-1–19                               | KFNB IId 225–281 kkStB 308.01–45, 500–511 kkStB 227.12, 36, 38 BBÖ 308.03–45 (hézagokkal) ČSD 274.001–015 PKP Pf12-1–19                               | KFNB IId 225–281 kkStB 308.01–45, 500–511 kkStB 227.12, 36, 38 BBÖ 308.03–45 (hézagokkal) ČSD 274.001–015 PKP Pf12-1–19                               | KFNB IId 225–281 kkStB 308.01–45, 500–511 kkStB 227.12, 36, 38 BBÖ 308.03–45 (hézagokkal) ČSD 274.001–015 PKP Pf12-1–19                               |
| Darabszám: | KFNB: 67 (16 kkStB rendelés) kkStB: 67 (KFNB-től) BBÖ 30 (kkStB-től) ČSD: 15 (kkStB-től) PKP: 19 (kkStB és WWB-től)                                   | KFNB: 67 (16 kkStB rendelés) kkStB: 67 (KFNB-től) BBÖ 30 (kkStB-től) ČSD: 15 (kkStB-től) PKP: 19 (kkStB és WWB-től)                                   | KFNB: 67 (16 kkStB rendelés) kkStB: 67 (KFNB-től) BBÖ 30 (kkStB-től) ČSD: 15 (kkStB-től) PKP: 19 (kkStB és WWB-től)                                   | KFNB: 67 (16 kkStB rendelés) kkStB: 67 (KFNB-től) BBÖ 30 (kkStB-től) ČSD: 15 (kkStB-től) PKP: 19 (kkStB és WWB-től)                                   |
| Gyártó: | Wr. Neustadt | Wr. Neustadt | Wr. Neustadt | Wr. Neustadt |
| Gyártásban: | 1895 | 1895, 1897–1899 | 1900–1901, 1905, 1907 | 1908 |
| Selejtezés: | BBÖ: 1941-ig ČSD: 1939-ig | BBÖ: 1941-ig ČSD: 1939-ig | BBÖ: 1941-ig ČSD: 1939-ig | BBÖ: 1941-ig ČSD: 1939-ig |
| Jelleg: | 2'B1 n2 | 2'B1 n2 | 2'B1 n2 | 2'B1 h2 |
| Hengerátmérő: | 470 mm | 470 mm | 470 mm | 470 mm |
| Dugattyúlöket: | 600 mm | 600 mm | 600 mm | 600 mm |
| Hajtókerék-átmérő: | 1 960 mm | 1 960 mm | 1 960 mm | 1 960 mm |
| Futókerékátmérő: | 970 mm | 970 mm | 970 mm | 970 mm |
| Csatolt kerekek tengelytávolsága: | 2 300 mm | 2 300 mm | 2 300 mm | 2 300 mm |
| Össztengelytávolság: | 8 350 mm | 8 350 mm | 8 350 mm | 8 350 mm |
| Gesamtradstand mit Tender: | 13 896 mm | 13 896 mm | 13 896 mm | 13 896 mm |
| Csőfűtőfelület: | 156,9 m² | 156,4 m² | 156,4 m² | 116,4 m² |
| Sugárzó fűtőfelület: | 11,80 m² | 11,80 m² | 11,80 m² | 12,20 m² |
| Überhitzerheizfläche: | – | – | – | 39,4 m² |
| Rostélyfelület: | 2,90 m² | 2,90 m² | 2,90 m² | 2,90 m² |
| Gőznyomás: | 13 atm | 13 atm | 13 atm | 13 atm |
| Üres tömeg: | 54,7 t | 54,7 t | 55,0 t | n.a. |
| Tapadási tömeg: | 28,0 t | 28,0 t | 28,0 t | n.a. |
| Szolgálati tömeg: | 60,6 t | 60,6 t | 60,9 t | n.a. |
| Szerkocsi típusa | 74 | 74 | 74 | 74 |
| Szolgálati tömeg szerkocsival: | 97,7 t | 97,7 t | 98,2 t | n.a. |
| Hossz: | 10 402 mm | 10 402 mm | 10 402 mm | 10 402 mm |
| Länge mit Tender: | 16 998 mm | 16 998 mm | 16 998 mm | 16 998 mm |
| Magasság: | 4 550 mm | 4 550 mm | 4 550 mm | 4 550 mm |
| Legnagyobb sebesség: | 100 km/h | 100 km/h | 100 km/h | 100 km/h |
| Vízkészlet: | 15,0 m³ | 15,0 m³ | 15,0 m³ | 15,0 m³ |
| Tüzelőanyagkészlet: | 7,5 m³ | 7,5 m³ | 7,5 m³ | 7,5 m³ |

A KFNB IId sorozat egy gyorsvonati szerkocsisgőzmozdony-sorozat volt az osztrák Ferdinánd császár Északi vasút (németül Kaiser-Ferdinands-Nordbahn, KFNB)-nál.

## Története
A  Bécsújhelyi Mozdonygyár 1895 és 1905 között 41 db 2’B1 tengelyelrendezésű mozdonyt szállított. Ez volt az első és még leggyengébb európai Atlantic-típusú mozdony. Ez lett a KFNB IId sorozata. 1907-ben a KFNB további négy darabot rendelt ebből a sorozatból, 1908-ban ismét vásároltak 12 db-ot. Ezeken még Clench-Gölsdorf tipusú gőzszárító volt és külsőre abban különböztek a többi mozdonytól, hogy csak egy gőzdómjuk volt.
A KFNB-nél ezeket a mozdonyokat a IId osztályba sorolták és a 225-281 pályaszámtartományt osztották ki rájuk. A KFNB 1906-os államosítása után a sorozat telített gőzű mozdonyait a kkStB 308 sorozatba, a túlhevítettgőzűeket a 308.5 sorozatba osztotta.
1913-ban a 308.12 pályaszámú mozdonyt 2C tengelyelrendezésűvé építették át. Ez később 1915-ben a 308.38, 1916-ban a 308.36 pályaszámot kapta. Ezeket a mozdonyokat a kkStB pályaszámrendszerében a 227 sorozatba osztották.
1898 és 1900 között a Bécsújhelyi Mozdonygyár 18 hasonló mozdonyt épített a Warsó-Bécs Vasút számára.
Az első világháború után 15 db a Csehszlovák Államvasutakhoz került (ČSD) ČSD 274.0 sorozatként, kilenc db. a Lengyel Államvasutakhoz (PKP) PKP Pf 12 sorozatként melyekből tíz db a Warsó-Bécs Vasúttól jött. A  megmaradt mozdonyok az Osztrák Szövetségi Vasutakhoz (akkor BBÖ) került, közte a teljes 308.5 és 227 sorozat (majd csak 1920-ban).
A ČSD a 274.0 sorozatot 1939-ig selejtezte. A BBÖ a maga mozdonyait úgy selejtezte (a 227-eseket 1932-ig), hogy 1938-ban már csak két db került a Német Birodalmi Vasút (DRB) birtokába, mint DRB 14.001-002 sorozat. Ezeket 1941-ben selejtezték.

## Fordítás
- Ez a szócikk részben vagy egészben  a   KFNB IId című német Wikipédia-szócikk fordításán alapul.  Az eredeti cikk szerkesztőit annak laptörténete sorolja fel. Ez a jelzés csupán a megfogalmazás eredetét és a szerzői jogokat jelzi, nem szolgál a cikkben szereplő információk forrásmegjelöléseként.